# Карашина (Узбекистан)
38°20′23″ пн. ш. 66°33′44″ сх. д. / 38.339722222222° пн. ш. 66.562222222222° сх. д.
Карашина (узб. Karashina, Карашина) — міське селище в Узбекистані, центр Дехканабадського району Кашкадар'їнської області.
Населення 8,4 тис. мешканців (2002).
Статус міського селища з 2009 року.